# Czikann Móric
Czikann Móric (Bécs, 1847. április 23. – Pozsony, 1909. április 19.) magyar tanácsos, nagykövet, osztrák-magyar diplomata. Fiatalkorában Brünnben élt, ahol a városi közigazgatásban dolgozott, később pedig diplomáciai szolgálatba lépett. Osztrák-magyar nagykövet volt Kínában (1896–1905) és Szerbiában (1905-1907). Házassága révén rokonságba került a neves magyar Zichy családdal.

## Életpályája
Egyházi családból származott, Bécsben született Moritz Czikann (1813–1880) udvari tanácsos, majd a prágai tartományi pénzügyi igazgatóság alelnöke idősebb fiaként. Apja lakhelyváltoztatása idején Brünnben élt, ahol a ma már nem létező Sackgasse utca 14. szám alatt lakott. 1871–1873 között a brünni városi bizottság tagja volt, 1875-ben pedig apjával együtt nemesi rangra emelték. 
Apja halála után Moritz mostohaanyja, Franziska, született Tiltscher (1832–1906) az egész család számára szabadúri rangra emelkedett, így 1881-től a bárói címet használta. Közben diplomáciai szolgálatba lépett, és egymás után volt alkonzul Amszterdamban, konzul Berlinben, Moszkvában és a romániai Galațiban. Az Ausztria-Magyarország és a Kínai Birodalom közötti diplomáciai kapcsolatok felvételét követően őt nevezték ki az első osztrák-magyar követnek Pekingbe (1896–1905). 1905–1907 között belgrádi nagykövet volt, 1906-ban pedig C.C. titkos tanácsossá nevezték ki. Érdemeiért megkapta a Vaskorona-rendet (1886) és a Ferenc József-rend nagykeresztjét (1903).

## Családja
A kínai és szerbiai diplomáciai kiküldetések között, 1905 májusában feleségül vette Zichy Ilona grófnőt (1872–1911), Zichy Géza (1849–1924), a magyar Lordok Háza és a Titkos Tanács tagjának lányát, aki íróként és zeneszerzőként szerzett magának nevet. A diplomáciai szolgálatból való kilépése után Móricz és felesége Pozsonyban telepedett le, ahol meghalt, és ott is van eltemetve. Egyetlen fiukat, Moritzot (1907–1986) 1923-ban nagynénje, Zichy Mária Melánia (1875–1944) fogadta örökbe, és ettől kezdve a Czikann-Zichy szövetségi nevet használta, később az Egyesült Államokba költözött.Sógora, gróf Zichy János (1868-1944) a 19-20. század fordulóján a magyar politika kiemelkedő alakja volt, 1910-1913 között oktatási miniszterként tevékenykedett.

## Fordítás
- Ez a szócikk részben vagy egészben  a   Moritz Czikann von Wahlborn című cseh Wikipédia-szócikk ezen változatának fordításán alapul.  Az eredeti cikk szerkesztőit annak laptörténete sorolja fel. Ez a jelzés csupán a megfogalmazás eredetét és a szerzői jogokat jelzi, nem szolgál a cikkben szereplő információk forrásmegjelöléseként.